# 南町 (会津若松市)
南町（みなみまち）は、福島県会津若松市にある町。郵便番号は965-0808。

## 概要
会津若松市市街地の中部に位置しており、国道118号の東側を町域とする。

## 地理
会津盆地南東部に位置する会津地方の中心都市、会津若松市の北西部に位置する。周囲の地域とともに阿賀川の支流、湯川などやその支流により形成された扇状地上に発達した会津若松市の中心市街地を形作る。東は城東町、天神町、西は米代、南花畑、南は、表町、錦町、北は城南町に接する。

## 歴史

### 中世
戦国期から既に南町の町名は存在しており、当時の黒川城下の町名のひとつであった。1528年に火災があった記録が残っている。

### 近世
江戸時代、現在の南町付近には、南町などがあった。南町は若松城下城郭外南部に位置しており、蒲生氏の時代に置かれたとされ、外郭の南に位置していた。中町、花畑通、晒屋町、十五軒町、河原新丁、中横町、常慶寺町、十軒丁、西横町、竪町、年貢町、若葉丁、湯川端通、二十軒丁の町、通りからなり、足軽同心の居住地となっていたほか、日光街道が町の中央を通っていたとされる。
明治元年9月22日（1868年11月6日）、戊辰戦争の戦いの結果、若松城は開城し、現在の南町付近も大きな被害を受け、残らず焼失したとの記録もある。

### 近代
明治時代に入ると、民生取締所、民生局による統治を経て、1870年に若松県が置かれたほか、江戸時代からの若松城下の町は再編され、従来の南町は'南町分に編入されたのち、1877年に若松栄町、南町分、石上分、千石町分、材木町分の各一部により若松南町が誕生する。
その後、1877年に旧来の福島県、磐前県、若松県が合併されて福島県となったことから若松県は廃止されたほか、1889年に町村制の施行によりそれぞれ若松町内の町名となる。1889年、合わせて若松南町は南町の町名となり、1899年には若松町の市制施行により若松市の町名となる。

### 現代
1955年、当時の若松市と高野村、一箕村、神指村、門田村、東山村、大戸村、湊村が合併、会津若松市となったことから、以後南町は同市の町名となる。その後、1955年に一部が'南町竪町、南町若葉町、南町象眼町となったのち、1960年代に会津若松市の住居表示が実施され、現在の南町周辺も対象となる。そして、1965年、従来のままの南町の町名の地区のほか、従来の南町の一部を含む城南町、城東町、南花畑、米代（米代一丁目、米代二丁目）、湯川町、城西町、錦町、表町が誕生する。

## 町名の変遷
| 実施後 | 実施年月日               | 実施前       |
| ------ | ------------------------ | ------------ |
| 南町   | 1965年（昭和40年）2月1日 | 南町（一部） |

- 住居表示の実施による変遷を記す。

## 世帯数と人口
2017年（平成29年）8月1日現在の世帯数と人口は以下の通りである。
| 町丁 | 世帯数  | 人口  |
| ---- | ------- | ----- |
| 南町 | 125世帯 | 271人 |

## 交通

### バス
町域内を通る会津若松市道などで会津乗合自動車によるバスが運行されている。

#### 路線バス等の系統
- 市内1コース
- 市内2コース

### 道路
- 国道118号
- 国道121号
- 国道401号
  - 国道121号、国道401号は国道118号との重複指定
- 福島県道211号西若松停車場南町線

## 施設
- ツルハドラッグ